# Aéroport d'Amausi
L'aéroport Chaudhary Charan Singh ou Aéroport d'Amausi dédié à l'ancien premier ministre de l'Inde, Chaudhary Charan Singh (code IATA : LKO • code OACI : VILK) est situé près de la ville de Lucknow dans l'état de l'Uttar Pradesh en Inde. 
L'aéroport, desservi par quatre compagnies aériennes internationales et diverses compagnies domestiques, sert de base civile primaire d'aviation à la zone métropolitaine des villes de Lucknow et de Kanpur.

## Situation
| \| 300 km1:23 714 000 \| Delhi Bombay Madras Bangalore Calcutta Hyderabad Cochin Ahmedabad Goa Pune Thiruvananthapuram Calicut Lucknow Guwahati Srinagar Jaipur Bhubaneswar Coimbatore Nagpur Indore Mangalore Visakhapatnam Patna Amritsar Chandigarh Tiruchirappalli Jammu Raipur Bénarès Agartala Port Blair Vadodara Imphal Bagdogra Madurai Bhopal Ranchi Aurangabad Udaipur Leh Tirupati Rajkot Jodhpur Dehradun Dibrugarh Silchar Gaya Cannanore Vijayawada Surate Durgapur Jamnagar Belagavi Hubli-Dharwad Khajurâho Nanded Aizawl Dimapur Agra Bathinda |
| 300 km1:23 714 000 |

## Statistiques
Pour des raisons techniques, il est temporairement impossible d'afficher le graphique qui aurait dû être présenté ici.

Voir la requête brute et les sources sur Wikidata.

## Compagnie aériennes et destinations desservies
| Compagnies        | Destinations | Refs.                 |
| ----------------- | --- | --------------------- |
| Air India         | Delhi-Indira Gandhi, Bombay-Chhatrapati-Shivaji | [ 1 ]                 |
| Air India Express | Dubaï |                       |
| Alliance Air      | Jaipur |                       |
| flydubai          | Dubaï |                       |
| GoAir             | Bangalore-Kempegowda, Chandigarh, Delhi-Indira Gandhi, Hyderabad-R. Gandhi, Bombay-Chhatrapati-Shivaji | [ 2 ]                 |
| IndiGo            | Ahmedabad-Sardar-Vallabhbhai-Patel, Bangalore-Kempegowda, Madras (Chennai), Dehradun, Delhi-Indira Gandhi, Goa-Dabolim, Hyderabad-R. Gandhi, Jaipur, Jammu, Cochin, Calcutta-N. S. C. Bose, Bombay-Chhatrapati-Shivaji, Patna, Pune, Charjah | [ 3 ]                 |
| Oman Air          | Mascate | [citation nécessaire] |
| Saudia            | Djeddah - Roi-Abdelaziz, Riyad-roi Khaled | [citation nécessaire] |
| Thai Smile        | Bangkok-Suvarnabhumi | [ 4 ]                 |

Édité le 19/04/2019